# St. Louis, Missouri
St. Louis je grad u američkoj saveznoj državi Missouri.

## Povijest
Grad su osnovali 1763. francuski kolonijalni trgovci Pierre Laclède i Auguste Chouteau i nazvali ga prema francuskome kralju Luju IX. Grad se posebno počeo razvijati nakon što je dogovor u Parizu odredio teritorije istočno od rijeke Mississippi Engleskoj. Francuzi su počeli nastanjivati područje organizujući nekoliko manjih sela. SAD su 1803. godine kupile grad. 1876. godine grad St. Louis je izglasao da se odvoji od općine St. Louis. Cilj je bio da se spriječi izljiv poreskih prihoda na razvoj periferije grada. Ova odluka je kasnije koštala St. Louis nakon zbijega bijelaca koji je počeo 1950-ih godina nakon čega je okrug počeo ubirati veći dio poreza a koji je doveo do obrušavanja kvalitete života u samom St. Louisu. Smatra se da se u St. Louis-u izgradio i prvi neboder na svijetu s Wainwright zgradom izgrađenom 1892. godine. 1893. godine Nikola Tesla je prvi put demonstrirao radio komunikacijski sistem u St. Louis-u.

## Stanovništvo
Prema popisu stanovništva iz 2000. godine grad je imao 348.189 stanovnika, 147.076 domaćinstava i 76.920 obitelji koje su živjele na području grada, prosječna gustoća naseljenosti bile je 2171 stan./km². dok je područje utjecaja grada imalo 2.820.816 stanovnika 2008. godine, čime je bilo najveće u Missouriju i šesnaesto po veličini u SAD-u.
Prema rasnoj podjeli u gradu živi najviše afroamerikanaca kojih ima 51,20 %, druga najbrojnija rasa su bijelci koji ima 43,85 %, dok je treća po brojnosti rasa su Azijati kojih ima 1,98 %, dok Indijanaca ima 0,27 %.

## Gradovi prijatelji
| - - Bologna, Italija - - Bogor, Indonezija - - Donegal, Irska - - Galway, Irska - - Georgetown, Gvajana - - Lyon, Francuska - - Nanjing, Kina | - - Saint-Louis, Senegal - - Samara, Rusija - - Brčko, BiH - - San Luis Potosí, Meksiko - - Stuttgart, Njemačka - - Suwa, Japan - - Szczecin, Poljska - - Wuhan, Kina |

## Vanjske poveznice
- Službene stranice grada

### Ostali projekti
|  | Zajednički poslužitelj ima stranicu o temi St. Louis, Missouri |